# Hanjin Group

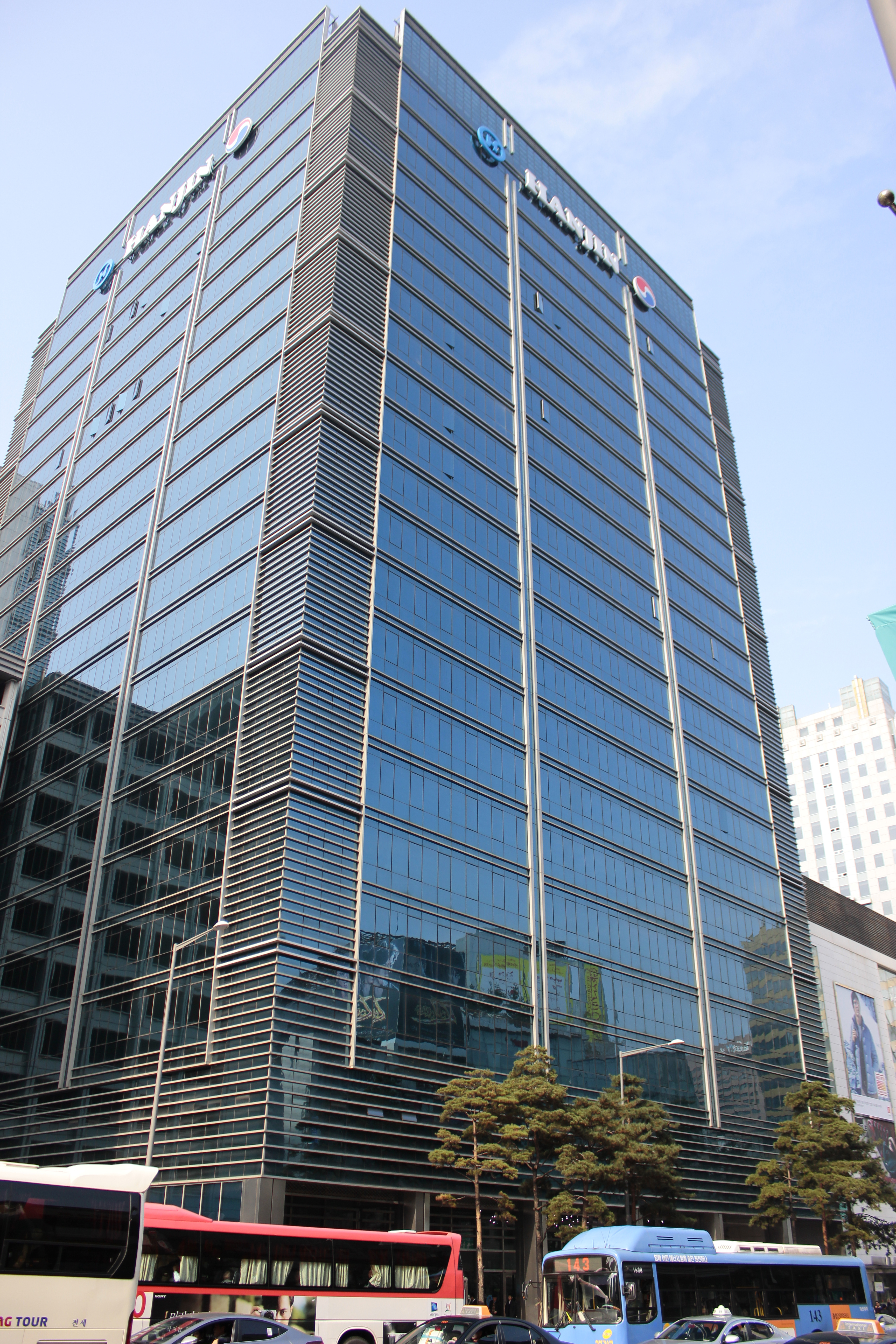
Hoofdkantoor in Seoul

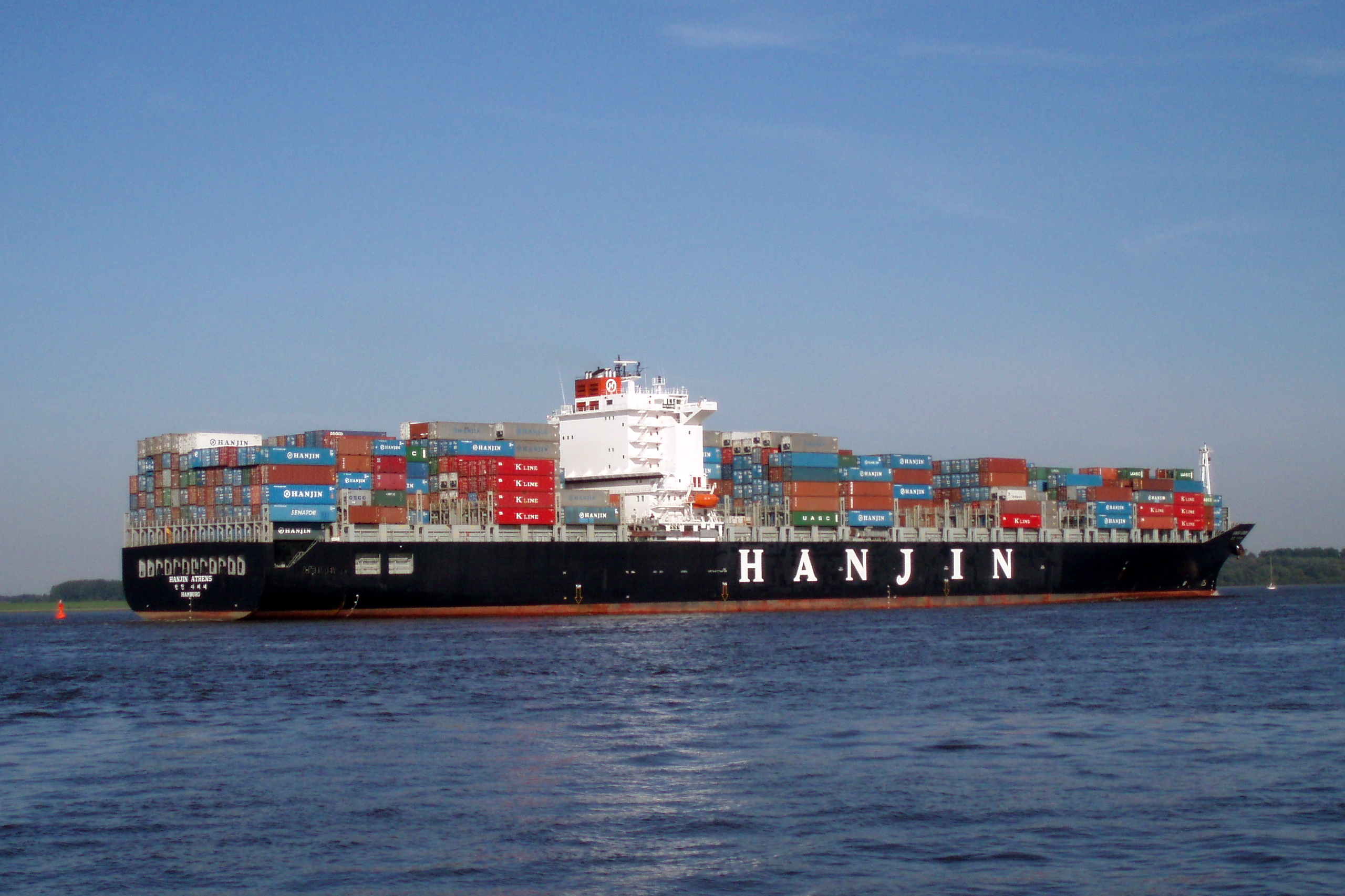
Schip van Hanjin Shipping

De Hanjin Group is een Zuid-Koreaans conglomeraat of chaebol. De groep is een houdstermaatschappij dat onder meer actief is met rederijen, bijvoorbeeld Hanjin Shipping, een luchtvaartmaatschappij, Korean Air, bank- en verzekeringsbedrijven, telecommunicatie, transportbedrijven en bouwbedrijven.

## Beursgenoteerde dochterondernemingen
- Hanjin Heavy Industries & Construction (KRX: 003480)
- Hanjin Shipping (KRX: 000700)
- Hanjin Transportation (KRX: 002320)
- Korea Airport Service (KRX: 005430)
- Korean Air (KRX: 003490)
- Meritz Investment Bank (KRX: 012420)

## Werkmaatschappijen
- Dongyang Fire & Marine Insurance
- Hanil Country Club/Hanil Leisure
- Hanjin Information System & Telecommunication
- Hanjin Travel Service
- Hankuk Aviation University
- Inha University
- Inha University Hospital
- Jeongseok Education Foundation
- Jeongseok Enterprise
- KAL Catering
- Keoyang Shipping
- Korea Engineering Consultant
- Korean French Banking
- Senator Lines
- TOPAS-Total Passenger Service System
- TRAXON-Global Logistics System Korea